# Melanospermum foliosum
Melanospermum foliosum är en flenörtsväxtart som först beskrevs av George Bentham, och fick sitt nu gällande namn av O.M. Hilliard. Melanospermum foliosum ingår i släktet Melanospermum och familjen flenörtsväxter. Inga underarter finns listade i Catalogue of Life.